# 三酸化ポロニウム
三酸化ポロニウム(Polonium trioxideまたはPolonium(VI) oxide)は、化学式PoO3の化合物である。ポロニウムの3つの酸化物の1つで、他の2つは一酸化ポロニウムと二酸化ポロニウムである。カルコゲン間化合物であり、これまで痕跡量しか検出されていない。

## 合成
酸性溶液からのポロニウムのアノード析出の際に三酸化ポロニウムの痕跡量の形成が報告されている。これについて実験的な証拠はないものの、析出物が過酸化水素に溶解する事実から、高い酸化状態のポロニウムを含むことが示唆されている。三酸化ポロニウムは、二酸化ポロニウムと三酸化クロムを空気中で一緒に加熱することで形成されると予測されている。

### ポロニウム(IV)化合物の合成の難しさ
Po(IV)を超えるポロニウムの酸化は難しい。例えば、ポロニウムの六ハロゲン化物で唯一のものは、六フッ化物PoF6であるが、フッ素は最も電気陰性度が高い元素である（ただし、かつて気相で六ヨウ化ポロニウムが生成し、すぐに分解したことが報告された）。しかし、Po(IV)の直接酸化による三酸化ポロニウムやポロニウム酸（PoO42-アニオンを含む硫酸、セレン酸、テルル酸のアナログ）の生成の難しさは、恐らくポロニウム210の強い放射性が原因である。キュリウムを用いた同様の研究から、長寿命の同位体では高い酸化状態がより容易に達成されることが示されており、長寿命のポロニウム208やポロニウム209を用いればPo(IV)（特に三酸化ポロニウム）をより容易に得られると考えられる。また、他の高い酸化状態と同様に、Po(IV)は、PoF82-やPoF62-等のアニオン中でより安定化されることが示唆される。